# Calamus basui
Calamus basui är en enhjärtbladig växtart som beskrevs av Renuka och Vijayak. Calamus basui ingår i släktet Calamus och familjen Arecaceae. Inga underarter finns listade i Catalogue of Life.